# Dúo Guardabarranco
El nicaragüense Dúo Guardabarranco estuvo formado por los hermanos Katia y Salvador Cardenal y se constituyó en una de las referencias más importantes del canto nuevo centroamericano. 
Su música es un llamado a la conciencia social y ecológica del ser humano, representando fielmente sus ideales plasmados en su nombre: "Guardabarranco" que es el pájaro Nacional de Nicaragua.

## Historia
El dúo inició su carrera en su ciudad natal Nicaragua en 1980 y concluye con la muerte de Salvador Cardenal en marzo de 2010 aunque su música sigue viva.
Desde sus inicios los hermanos Katia y Salvador Cardenal han representado para Centroamérica una de las propuestas más frescas y poéticas en el escenario de la canción popular.
El dúo grabó en 1982 su primer disco, bajo la producción de Luis Enrique Mejía Godoy, posteriormente grabarían una serie de discos producidos por el reconocido cantautor Norteamericano Jackson Browne, con el cual llevaron su trabajo a un nivel internacional, acoplando sus voces y guitarras y perfeccionando su reconocido estilo. 
Realizaron conciertos en Europa y América, presentándose en más de 25 países con su guitarra y sus voces, llevando en su música el amor en sus diferentes expresiones
Las composiciones en su mayoría son obra de Salvador, aunque Katia es autora de textos y melodías de algunas canciones. 
Ambos hermanos también han realizado una exitosa carrera como solistas durante los últimos años. Katia se muda a Noruega por unos años (1996-2000 y 2004-2005)(2019- actualidad) donde se mantiene muy activa cosechando éxitos con sus discos como solista, (más de 100.000 discos vendidos y un Disco de Oro) ella ha grabado siete discos como solista con la disquera noruega  Kirkelig Kulturverksted. En Nicaragua editó 6 discos más como solista y cantautora.
Por su parte Salvador (1960 - 2010) editó tres discos como solista, dos de ellos con el apoyo de su viejo amigo, productor y cantautor Jackson Browne, su disco "VerDE Verdad", fue publicado como un homenaje póstumo en el 2011, este disco lo logró terminar de grabar pocos meses antes de su muerte y su contenido es un canto a la Naturaleza, su muerte fue causada por la Crioglobulinemia, enfermedad que sufrió durante 10 años y que terminó en una falla renal y una septicemia.
Después que Katia regresa de Noruega, el Dúo Guardabarranco musicalmente renovado pero con las mismas calidad y profundidad en sus composiciones, pudo grabar seis discos más y su público creció enormemente gracias a sus conciertos en vivo en universidades, colegios, provincias y ciudades no solo en Nicaragua sino también en EE. UU. y la Región Centroamericana. 
A pesar del deterioro en la salud de Salvador nunca dejaron de presentarse en público, y con todo y su enfermedad Salvador logró organizar conciertos ecológicos con la participación del Dúo y decenas de artistas que se han sumado desde entonces a las ganas de sensibilizar a la gente a través de la música ambientalista de la cual el Dúo fue vanguardia y pionero desde los años 80s.
El legado del Dúo Guardabarranco sigue vivo y sus canciones, interpretadas por Katia como solista y muchos otros artistas de Nicaragua y el mundo hacen que permanezcan en el corazón de la gente.
Salvador Cardenal dejó más de 100 canciones inéditas y la Fundación Dúo Guarbarranco seguirá trabajando en su música y su mensaje en los tiempos venideros, de igual manera más de 50 grabaciones a dúo quedaron en los archivos y este tesoro musical se irá develando de a poco.
Una de las canciones más populares del dúo es "Guerrero del Amor", que es un homenaje a luchadores nicaragüenses. Esta canción aparece en la película "La canción de Carla" del director Ken Loach.
La canción más popular del
Dúo es “Dale una luz” letra original de Salvador y música del músico Noruego Åge Aleksandersen.

## Discografía
- Álbumes
  - Un Trago De Horizonte (1982)/Nicaragua)
  - Si Buscabas (1984), /EUA)
  - Días De Amar (1990), /Dinamarca, EUA)
  - Casa Abierta (1994), /Noruega, EUA)
  - Verdadero Pan (2003), /Nicaragua)
  - Transparente Nicaragua (2007), /Nicaragua)
  - Dale una luz (2007), /Nicaragua)
  - Soy Juventud (2009), /Nicaragua)
  - inéditas Vol. 1 y 2. (Grabaciones caseras 1983-1989)

- Álbumes En Vivo
  - Una Noche Con Guardabarranco (2001), /Nicaragua)
  - Live in Tucson 1991 (2020)

- Recopilaciones
  - Antología (1995), /Nicaragua)
  - Cancionero (2005), /Nicaragua)
  - Cronología (2011), /Nicaragua)